# Teoria di Newton-Cartan
La teoria di Newton-Cartan (o gravitazione newtoniana geometrizzata) è una riformulazione geometrica della gravità newtoniana introdotta per la prima volta da Élie Cartan e Kurt Friedrichs e successivamente sviluppata da Dautcourt, Dixon, Dombrowski e Horneffer, Ehlers, Havas, Künzle, Lottermoser, Trautman, e altri. In questa riformulazione, le somiglianze strutturali tra la teoria di Newton e la teoria della relatività generale di Albert Einstein sono facilmente visibili, ed è stata usata da Cartan e Friedrichs per dare una formulazione rigorosa del modo in cui la gravità newtoniana può essere vista come un limite specifico della relatività generale, e da Jürgen Ehlers di estendere questa corrispondenza a soluzioni specifiche della relatività generale.

## Spaziotempo classico
Nella teoria di Newton-Cartan, si inizia con una varietà quadridimensionale liscia {\displaystyle M} e definisce due metriche (degeneri). Una metrica temporale {\displaystyle t_{ab}} con segnatura {\displaystyle (1,0,0,0)}, utilizzato per assegnare lunghezze temporali ai vettori su {\displaystyle M} e una metrica spaziale {\displaystyle h^{ab}} con segnatura {\displaystyle (0,1,1,1)} . Si richiede anche che queste due metriche soddisfino una condizione di trasversalità (o "ortogonalità"), {\displaystyle h^{ab}t_{bc}=0} . Pertanto, si definisce uno spaziotempo classico come un quadrupla ordinata {\displaystyle (M,t_{ab},h^{ab},\nabla )}, dove {\displaystyle t_{ab}} e {\displaystyle h^{ab}} sono come descritti, {\displaystyle \nabla } è un operatore di derivata covariante compatibile con le metriche; e le metriche soddisfano la condizione di ortogonalità. Si potrebbe dire che uno spaziotempo classico è l'analogo di uno spaziotempo relativistico {\displaystyle (M,g_{ab})}, dove {\displaystyle g_{ab}} è una metrica lorentziana liscia sulla varietà {\displaystyle M} .

## Formulazione geometrica dell'equazione di Poisson
Nella teoria della gravità di Newton, l'equazione di Poisson si scrive come
{\displaystyle \Delta U=4\pi G\rho \,}
dove {\displaystyle U} è il potenziale gravitazionale, {\displaystyle G} è la costante gravitazionale e {\displaystyle \rho } è la densità di massa. Il principio di equivalenza debole motiva una versione geometrica dell'equazione del moto per una particella puntiforme nel potenziale {\displaystyle U}
{\displaystyle m_{t}\,{\ddot {\vec {x}}}=-m_{g}{\vec {\nabla }}U}
dove {\displaystyle m_{t}} è la massa inerziale e {\displaystyle m_{g}} la massa gravitazionale. Poiché, secondo il principio di equivalenza debole {\displaystyle m_{t}=m_{g}}, la corrispondente equazione del moto
{\displaystyle {\ddot {\vec {x}}}=-{\vec {\nabla }}U}
non contiene più un riferimento alla massa della particella. Seguendo l'idea che la soluzione dell'equazione è quindi una proprietà della curvatura dello spazio, si costruisce una connessione in modo che l'equazione geodetica
{\displaystyle {\frac {d^{2}x^{\lambda }}{ds^{2}}}+\Gamma _{\mu \nu }^{\lambda }{\frac {dx^{\mu }}{ds}}{\frac {dx^{\nu }}{ds}}=0}
rappresenta l'equazione del moto di una particella puntiforme nel potenziale {\displaystyle U} . La connessione che ne risulta è
{\displaystyle \Gamma _{\mu \nu }^{\lambda }=\gamma ^{\lambda \rho }U_{,\rho }\Psi _{\mu }\Psi _{\nu }}
insieme a {\displaystyle \Psi _{\mu }=\delta _{\mu }^{0}} e {\displaystyle \gamma ^{\mu \nu }=\delta _{A}^{\mu }\delta _{B}^{\nu }\delta ^{AB}} ( {\displaystyle A,B=1,2,3} ). La connessione è stata costruita in un sistema inerziale ma può essere dimostrata valida in qualsiasi sistema inerziale mostrando l'invarianza di {\displaystyle \Psi _{\mu }} e {\displaystyle \gamma ^{\mu \nu }} sotto trasformazioni di Galileo. Il tensore di curvatura di Riemann nelle coordinate del sistema inerziale di questa connessione è quindi dato da
{\displaystyle R_{\kappa \mu \nu }^{\lambda }=2\gamma ^{\lambda \sigma }U_{,\sigma [\mu }\Psi _{\nu ]}\Psi _{\kappa }}
dove le parentesi {\displaystyle A_{[\mu \nu ]}={\tfrac {1}{2!}}[A_{\mu \nu }-A_{\nu \mu }]} stanno a significare la combinazione antisimmetrica del tensore {\displaystyle A_{\mu \nu }}. Il tensore di Ricci è dato da
{\displaystyle R_{\kappa \nu }=\Delta U\Psi _{\kappa }\Psi _{\nu }\,}
che porta alla seguente formulazione geometrica dell'equazione di Poisson
{\displaystyle R_{\mu \nu }=4\pi G\rho \Psi _{\mu }\Psi _{\nu }}
Più esplicitamente, se gli indici i e j spaziano sulle coordinate spaziali 1, 2, 3, allora la connessione è data da
{\displaystyle \Gamma _{00}^{i}=U_{,i}}
il tensore di curvatura di Riemann è dato da
{\displaystyle R_{0j0}^{i}=-R_{00j}^{i}=U_{,ij}}
e il tensore di Ricci e lo scalare di Ricci è dato da
{\displaystyle R=R_{00}=\Delta U}
dove tutti i componenti non elencati sono uguali a zero.
Si noti che questa formulazione non richiede l'introduzione del concetto di metrica: la sola connessione fornisce tutte le informazioni fisiche.